# Isola di Neupokoev
L'isola di Neupokoev (in russo: остров Неупокоева, ostrov Neupokoeva) è un'isola del mare di Kara, Russia. Amministrativamente appartiene al Tazovskij rajon del Circondario autonomo Jamalo-Nenec, nell'Oblast' di Tjumen' (Circondario federale degli Urali).

## Geografia
L'isola è situata 50 km a nord della grande penisola di Gyda (полуострова Гыданский), all'imboccatura del golfo dello Enisej (Енисейский залив, Enisejskij zaliv) e si trova 30 km a sud dell'isola di Vil'kickij. A sud-ovest si trova l'isola di Šokal'skij.
L'isola di Neupokoev è lunga 20 km e larga 6,5 km. La parte occidentale e orientale dell'isola sono relativamente basse costellate da un gran numero di laghi, paludi e corsi d'acqua; nelle regioni centrali dell'isola ci sono delle colline, l'altezza massima è di 29 m. L'isola è circondata da banchi di sabbia. La scarsa vegetazione è quella tipica della tundra; l'isola fa parte della Riserva Naturale del Grande Artico, la più grande riserva naturale della Russia.

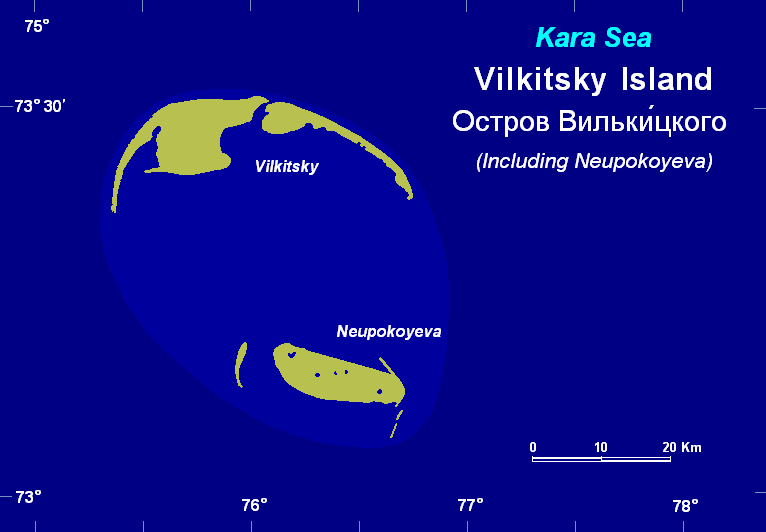
L'isola di Neupokoev è visibile a sud dell'isola di Vil'kickij

Il mare che circonda l'isola è coperta di ghiacci in inverno e ci sono numerosi banchi di ghiaccio anche d'estate. Vi è una vasta area poco profonda tra l'isola di Neupokoev e l'isola di Vil'kickij.

## Storia
L'isola è stata così denominata in onore dell'esploratore e idrografo russo Konstantin Konstantinovič Neupokoev (Константин Константинович Неупокоев, 1884-1924).